# Mlečni zubi
Mlečni zubi su prvi aparat za žvakanje kod čoveka, i javljaju se u prvim mesecima života. Njihova smena stalnim zubima počinje oko šeste godine života.

## Nicanje i rast mlečnih zuba
Čovek u toku života poseduje dve denticije: mlečnu i stalnu denticiju.
U mlečnoj denticiji postoji ukupno 20 zuba - po 10 u gornjoj vilici i 10 u donjoj vilici.
U svakoj polovini po dva sekutića, jedan očnjak, dva kutnjaka u vilici.
Jedni od drugih (mlečni od stalnih) se razlikuju po obliku, boji, čvrstini i životnoj dobi nicanja.
Mlečna denticija započinje nicanje kod dece oko šestog meseca života. Nicanje može biti i ranije što se smatra prevremenim, a može biti i zakasnelo.
Najpre kreću donji zubi pa onda gornji zubi u opisanom intervalu, a ti intervali su sledeći:
- I — 6−8 meseci života, sa završetkom rasta korena oko 1,5 godine
- II — 8-10 meseci života, sa završetkom rasta korena oko 1,5-2 godine
- III — 16-20 meseci života, sa završetkom rasta korena oko 3 godine i još neki mesec više
- IV — 12-16 meseci života, sa završetkom rasta korena oko 2,5 godine
- V — 20-30 meseci života, sa završetkom rasta korena oko 3 godine.

Naglašavanje završetka rasta korena je važno iz razloga što zubi, kako mlečni tako i stalni, imaju tendenciju klaćenja sve dok im se ne završi rast korena. Ovakva pojava klaćenja može kod onih koji nisu dobro upućeni da stvori lažnu sliku da je zub za vađenje.

## Nega i zdravlje mlečnih zuba
Ispod korenova mlečnih zuba nalaze se zameci stalnih zuba koji čekaju svoje vreme kada će resorpcijom na korenove mlečnih zuba dovesti do pravog fiziološkog klaćenja i istiskivanja mlečnih zuba da bi na tim mestima došlo do nicanja određenih stalnih zuba. No, ipak se mora voditi računa o stanju zdravlja mlečnih zuba u vezi sa karijesima koji mogu neblagovremenim popravkama, neadekvatnom ishranom da povećaju mogućnost infekcija koje se šire prema vrhovima korenova zuba i da ugroze krunicu stalnih zuba na više načina.
Prerano vađenje mlečnih zuba može da utiče na nepravilan raspored nicanja stalnih zuba i iziskivanja nošenja ortodontskih aparata.
Zalivanje fisura
Zalivanje fisura (mnogobrojnih jamica, udubljenja i žlebova, griznih površina bočnih zuba kako mlečnih tako i stalnih) u mnogome može biti značajna preventivna mera, koja sprečava prerano ispadanje zuba, i treba da bude sastavni deo održavanja higijene i zdravlja mlečnih zuba. Ono što je kod ovog postupka značajno je to da je on potpuno bezbedan i bezbolan i ne zahteva nikakvo bušenje zuba niti primanje anestezije, a čitava procedura traje oko 10 minuta.
Kako je kod velikog broja roditelja širom sveta u velikoj meri prisutno mišljenje da se mlečni zubi fiziološki zamenjuju, te da ih ne treba ni popravljati, a kamoli na njima vršiti neku preventivnu meru. Imajući u vidu ovakav stav roditelja, i zalivanje fisura kao savremena mera preventive, ređe se primenjuje u praksi nego što je to potrebno i neophodno. 
Pri tome treba znati da se zalivanje fisura može raditi kako na mlečnim, tako i na stalnim zubima i da se preporučuje primena metode kod mlečnih zuba, što je ranije moguće. Na taj način se mlečni zubi štite duži period, jer se npr. mlečne petice zamenjuju stalnim tek sa 11 — 12 godina života deteta.
Zalivanje fisura u okviru nege mlečnih zuba preporučuje se u sledećim slučajevima:
- Kod dece sa medicinskim, fizičkim ili intelektualnim hendikepom zalivanje treba postaviti u sve jamice i fisure mlečnih i stalnih zuba, posebno kada opšte zdravstveno stanje deteta može biti ugroženo lošim oralnim zdravljem.
- Kod zdrave dece indikovano je zalivanje jamica i fisura prvih stalnih molara, bez obzira na rizik za nastanak karijesa, a jamice i fisure drugih stalnih zuba mogu biti zalivene u zavisnosti od karijes-rizika datog zuba.
- Zalivanje je najbolje aplikovati odmah po potpunom nicanju zuba, a rizična mesta treba zaliti nezavisno od uzrasta pacijenta.[5]

## Smena mlečnih zuba
Mlečne zube zamenjuju stalni zubi sledećim redosledom:
- jedinica mlečna biva zamenjena stalnom u periodu između 7 i 8 god (6 i 7 god)
- dvojka mlečna biva zamenjena stalnom u periodu između 8 i 9 god (7 i 8 god)
- trojka mlečna biva zamenjena stalnom u periodu između 11 i 12 god (9 i 10 god)
- mlečne četvorka i petica (kutnjaci) bivaju zamenjeni između 10 i 12 god stalnim pretkutnjacima s tim što stalni kutnjaci

Šestica, sedmica i osmica niču prvi put u produžetku ovog zubnog niza (takozvanog aleolarnog grebena), bez prethodnika u mlečnoj denticiji.